# Suiri
Un suiri (推理, Tuīlǐ) (littéralement « raisonnement ») est un manga orienté vers l'enquête et le meurtre. C'est donc un manga policier et ses héros sont, la plupart du temps, des collégiens ou des lycéens.

## Exemples
- Détective Conan
- Les Enquêtes de Kindaichi
- Spiral ～Suiri no Kizuna～
- Monster
- Death Note
- Détective Academie Q(Tantai Gakuen Q)
- Majin Tantei Nougami Neuro
- Red Eyes Sword: Akame ga Kill